# Ischnura rhodosoma
Ischnura rhodosoma är en trollsländeart som beskrevs av Maurits Anne Lieftinck 1959. Ischnura rhodosoma ingår i släktet Ischnura och familjen dammflicksländor. Inga underarter finns listade i Catalogue of Life.